# Вождь Белое Перо
«Вождь Белое Перо» (нем. Der Scout) — кинофильм совместного производства ГДР и Монголии.

## Сюжет
Фильм основан на реальных событиях.
В конце 1870-х годов, после окончания войн с индейцами сиу, армия США начала загонять в резервации индейские племена, живущие к западу от Скалистых гор. Среди них было мирное племя рыбаков и охотников не-персе («Проколотые носы»).
Отряд кавалерии под командованием полковника Говарда отнимает у индейцев их лошадей — единственный шанс племени перебраться в Канаду и избежать резервации.
Младший вождь Белое Перо решает вернуть табун, хотя задача кажется невозможной. Он позволяет себя арестовать, и белые заставляют его сопровождать табун в качестве проводника. Однако лошадей охраняют солдаты.
Шансы Белого Пера возрастают, когда он узнаёт от разведчиков племени кайюсов, что форт Лапвай, куда направляется отряд Говарда, был разрушен.
Кайюсы преследуют кавалеристов и в конце концов настигают их на развалинах форта. Во время их атаки Белое Перо отбивает табун и возвращается с ним к своему племени.

## В ролях
- Гойко Митич — Белое Перо
- Юрген Генрих — солдат Томас Хикс
- Хартмут Бер — солдат Чарльз Ренделл
- Милан Бели[нем.] — майор Джордж Бенниген

Фильм снимался в Монголии. В роли индейцев, соплеменников Белого Пера, снимались монгольские актёры (Нацагдоржийн Батцэцэг). 
«Вождь Белое перо» — один из последних фильмов индейской тематики, в котором снимался Гойко Митич.